# IC 2215
IC 2215 — галактика типу *2 (подвійна зірка) у сузір'ї Близнята.
Цей об'єкт міститься в оригінальній редакції індексного каталогу.